# ヒューマン・ターゲット
『ヒューマン・ターゲット』（Human Target）はマックG、ジョナサン・E・スタインバーグ、ピーター・ジョンソン、ブラッド・カーン、ケヴィン・フックスらが手がけるテレビドラマ。

## 概要
DCコミックスから出版された同名のコミックを原作とする。1992年にもドラマ化されており、本作は2度目となる。アメリカ・FOX系列系列で2010年1月よりファーストシーズンが放送開始となり、2011年5月のセカンドシーズン終了をもって打ち切られた。
日本ではスーパー!ドラマTVで放映された他、テレビ東京でも、2016年1月4日から2月8日まで『ランチチャンネル』枠にてシーズン1・2が放送される。

## あらすじ
クリストファー・チャンスは命の危険が迫った依頼人を時には自身が身代わりの盾となって守るボディーガードだが、かつては逆に命を奪う側であった。チャンスの過去に何があったのか、徐々に明らかになっていく。

## 登場人物
クリストファー・チャンス
演 - マーク・バレー、日本語吹替 - 藤真秀
元は暗殺者であったが、ある事件を機に宗旨替えをしてボディーガードとなる。射撃や格闘といった戦闘が得意なだけでなく日本語（鹿児島弁）やスペイン語など多くの言語を習得したマルチリンガル。
ウィンストン
演 - シャイ・マクブライド、日本語吹替 - 北川勝博
チャンスのパートナーで、元サンフランシスコ市警察の刑事。主にビジネス面を取り仕切っているが、後方支援のために現場近くまで出向くこともある。
ゲレロ
演 - ジャッキー・アール・ヘイリー 、日本語吹替 - 蒲田哲
クラッキングを得意とし、情報面でチャンスをサポート。他人のものを勝手に使うなど図々しい行動が多く、ウィンストンは快く思っていないが、本人は全く意に介していない。
イルザ・プッチ
演 - インディラ・ヴァルマ、日本語吹替 - 菅原あき
第2シーズンより登場。資産家の未亡人。チャンスに命を救われて以来スポンサーとなる。
エイムズ
演 - ジャネット・モンゴメリー、日本語吹替 - 佐古真弓
第2シーズンより登場。スリを得意とする女泥棒。

## エピソード一覧

### シーズン一覧
| シーズン | シーズン | エピソード | 米国での放送日               | 米国での放送日               |
| シーズン | シーズン | エピソード | 初回                         | 最終回                       |
| -------- | -------- | ---------- | ---------------------------- | ---------------------------- |
|          | 1        | 12         | 2010年1月15日                | 2010年4月11日                |
|          | 2        | 13         | 2010年11月17日               | 2011年2月9日                 |
| トータル | トータル | 25         | 2010年1月15日 – 2011年2月9日 | 2010年1月15日 – 2011年2月9日 |

### シーズン1 （2010年）
| 通算 | 話数 | タイトル                 | 原題                  | 監督                   | 米国放送日    | 視聴者数 (万人) |
| ---- | ---- | ------------------------ | --------------------- | ---------------------- | ------------- | --------------- |
| 1    | 1    | 超高速列車の陰謀         | Pilot                 | サイモン・ウェスト     | 2010年1月15日 | 1,012           |
| 2    | 2    | 機上の惨劇               | Rewind                | Steve Boyum            | 2010年1月18日 | 1,046           |
| 3    | 3    | 大使館の報復             | Embassy Row           | Steve Boyum            | 2010年1月25日 | 926             |
| 4    | 4    | 幻の教本                 | Sanctuary             | Sanford Bookstaver     | 2010年2月1日  | 780             |
| 5    | 5    | 終わりなき逃走           | Run                   | Kevin Hooks            | 2010年2月8日  | 891             |
| 6    | 6    | 闇の兵器売買             | Lockdown              | ジョン・カサー         | 2010年2月15日 | 714             |
| 7    | 7    | 黄金の行方               | Salvage & Reclamation | ブライアン・スパイサー | 2010年3月10日 | 783             |
| 8    | 8    | 宿命の死闘               | Baptiste              | ポール・A・エドワーズ  | 2010年3月14日 | 801             |
| 9    | 9    | 恐怖の記憶               | Corner Man            | Steve Boyum            | 2010年3月21日 | 680             |
| 10   | 10   | 孤島の秘薬               | Tanarak               | Kevin Hooks            | 2010年3月28日 | 823             |
| 11   | 11   | 狙われた王室             | Victoria              | ポール・A・エドワーズ  | 2010年4月4日  | 773             |
| 12   | 12   | クリストファー・チャンス | Christopher Chance    | Steve Boyum            | 2010年4月11日 | 724             |

### シーズン2 （2010年 - 2011年）
| 通算 | 話数 | タイトル             | 原題                       | 監督                   | 米国放送日     | 視聴者数 (万人) |
| ---- | ---- | -------------------- | -------------------------- | ---------------------- | -------------- | --------------- |
| 13   | 1    | 新たなる再結成       | Ilsa Pucci                 | Steve Boyum            | 2010年11月17日 | 659             |
| 14   | 2    | 7年前の贖罪          | The Wife's Tale            | ミミ・レダー           | 2010年11月24日 | 554             |
| 15   | 3    | アントワープの三姉妹 | Taking Ames                | ポール・A・エドワーズ  | 2010年12月1日  | 578             |
| 16   | 4    | バプティスト、再び   | The Return of Baptiste     | ブライアン・スパイサー | 2010年12月8日  | 564             |
| 17   | 5    | 悪徳刑事を暴け       | Dead Head                  | ポール・A・エドワーズ  | 2010年12月15日 | 582             |
| 18   | 6    | クリスマスの災難     | The Other Side of the Mall | Peter Lauer            | 2010年12月22日 | 575             |
| 19   | 7    | 甘く危険な再会       | A Problem Like Maria       | ガイ・ファーランド     | 2011年1月5日   | 618             |
| 20   | 8    | 執念の復讐者         | Communication Breakdown    | Steve Boyum            | 649            |                 |
| 21   | 9    | イルザの挑戦         | Imbroglio                  | Steve Boyum            | 2011年1月12日  | 469             |
| 22   | 10   | ゲレロの秘密         | Cool Hand Guerrero         | Craig R. Baxley        | 480            |                 |
| 23   | 11   | 偽りの愛             | Kill Bob                   | John Terlesky          | 2011年1月31日  | 775             |
| 24   | 12   | 想定外の失策         | The Trouble with Harry     | Peter Lauer            | 2011年2月2日   | 922             |
| 25   | 13   | 別れの時             | Marshall Pucci             | David Barrett          | 2011年2月9日   | 813             |